# Walnut Grove (Kalifornia)
Walnut Grove – jednostka osadnicza w Stanach Zjednoczonych, w stanie Kalifornia, w hrabstwie Sacramento.